# Hyperbol
Hyperbol (grekiska: ὑπερβολή, hyperbole, "överdrift", av ὑπερβάλλω, hyperballo, "överdriva") är en retorisk figur där en medveten och demonstrativ överdrift används. Hyperboler kan användas i antingen förstorande eller förminskande sammanhang och som fristående eller som jämförelse. En jämförande hyperbol kan antingen vara ett uttryck för liknelse eller företrädande.

## Hyperbolens uppkomst
Det var Isokrates som först använde hyperbolen i sitt verk Epistulae, i vilket han använde sig av överdrifter. Det var Aristoteles som introducerade den som retorikfigur.

## Hyperbol i retoriken
Hyperbol räknas till troperna, eftersom ett utbyte från det ”egentliga” till det ”oegentliga” sker i figuren. Till exempel: En väska som väger fem kilo blir med hjälp av en hyperbol ”Väskan väger ett ton”. Inom retoriken anses hyperbolen vara en stegringsfigur. Vilket behov det finns för hyperbolen att överdriva för att anses just som en hyperbol varierar från text till text. I vissa texter krävs en liten överdrift, i andra en stor för att det skall anses vara en hyperbol. Hyperbolen är starkt kopplad till ironi och metafor, men den kan även utgöra underkategori till synekdoke, där något omfattande ger uttryck åt något mindre eller något litet åt något omfattande.

## Exempel på fristående hyperbol
- ”Men med bevarad endräkt kommer vi att mäta imperiets utsträckning med hjälp av solens uppgång och nedgång.”[7]
- "Det är lättare för en kamel att komma igenom ett nålsöga än för en rik att komma in i Guds rike."[8]

## Exempel på jämförande hyperbol
- ”Hans kropp var vit som snö.”[7] (liknelse)
- ”Glansen i hans rustning var så stark, att solens sken syntes svagare.”[7] (företrädande)

## Andra exempel
- "Jag har ju sagt till dig tusen gånger."
- "Skyhöga vågor."